# Hydrangea chungii
Hydrangea chungii är en hortensiaväxtart som beskrevs av Alfred Rehder. Hydrangea chungii ingår i släktet hortensior, och familjen hortensiaväxter. Inga underarter finns listade i Catalogue of Life.